# Alborosie
Alborosie (inizialmente scritto Al Borosie), pseudonimo di Alberto D'Ascola, talvolta menzionato come Stena o Puppa Albo (Marsala, 4 luglio 1977), è un cantautore e beatmaker italiano naturalizzato giamaicano, ex leader e fondatore della band Reggae National Tickets, da anni trasferitosi in Giamaica per confrontarsi con la cultura reggae e rastafari.

## Biografia
Alberto D'Ascola nasce il 4 luglio 1977 a Marsala. Secondo di due figli, padre poliziotto e madre casalinga (originaria di San Ferdinando di Puglia), da ragazzino si trasferì con la famiglia a Boltiere in provincia di Bergamo.
Il passaggio dal "milanese" al "bergamasco", nel 1992, coincise con la scoperta e la passione per la musica reggae, con le influenze di Bob Marley & The Wailers, Peter Tosh, Burning Spear, Culture e The Upsetters.

### Con i Reggae National Tickets
In Italia è noto per aver fatto parte dal 1993 dei Reggae National Tickets, gruppo bergamasco reggae di cui è stato fondatore, leader e voce, musicalmente ispirati da gruppi reggae italiani come Pitura Freska, Africa Unite, 99 Posse e dai maggiori artisti giamaicani, Bob Marley & The Wailers in primis. Al tempo era conosciuto con lo pseudonimo Stena, anagramma di "Nesta" in onore di "Robert Nesta Marley" noto come Bob Marley.
Con i R.N.T., Stena vendette circa duecentomila dischi durante gli anni di attività della band e partecipò al Reggae Sumfest, uno dei più importanti festival reggae che si tiene tutti gli anni a Montego Bay in Giamaica, e vinse il Rototom Sunsplash aggiudicandosi il titolo di "Italian Reggae Ambassador".
Nel 2000 lasciò la band, e l'anno successivo decise di lasciare anche Bergamo e l'Italia per trasferirsi in Giamaica a Kingston.

### Il trasferimento in Giamaica
Stena arrivò in Giamaica con solo duemila dollari, accompagnato dall'amico Alessandro Soresini, batterista dei Reggae National Tickets.
Cambiò il nome d'arte da Stena in Alborosie, per segnalare il proprio rinnovamento e la nuova carriera da solista. Il nome Al, abbreviazione di Alberto, + borosie, dispregiativo giamaicano usato nei suoi confronti per i suoi dreadlocks dai riflessi rossicci.

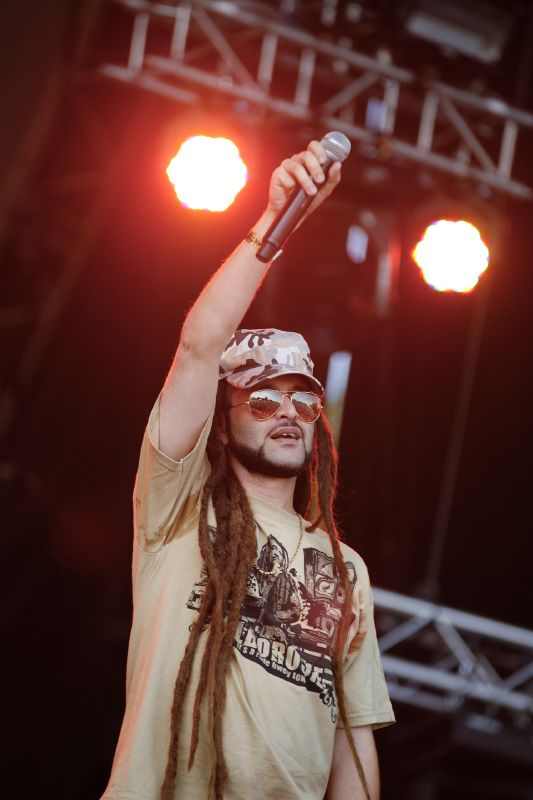
Alborosie nel 2008

Grazie ad un collaboratore italiano residente in Giamaica, riuscì ad instaurare un rapporto di fiducia con il produttore e discografico Jon Baker, ex componente della Island Records, etichetta che diede notorietà a Bob Marley; Alborosie iniziò a lavorare con gli studi di registrazione GeeJam Studios di Port Antonio, e ovviamente dovette imparare il patois giamaicano.
Superate le prime difficoltà, si inserì nel tessuto musicale della capitale Kingston realizzando inizialmente basi per altri artisti, facendosi conoscere e guadagnandosi stima.
I suoi pezzi sono suonati dai sound system di ogni parte del mondo; la bravura come artista e produttore lo porta a collaborare con celebri artisti reggae, quali Gentleman, Sizzla, Michael Rose, Jah Cure, Luciano, Ky-Mani Marley, Anthony B, Buju Banton, Easy Fire, Fyah e altri.
Tra le sue produzioni iniziali c'è il riddim XXL, base Dancehall sulla quale si sono esibiti artisti quali Beenie Man, L.U.S.T., Voice Mail e Sizzla.
Dopo qualche anno, deciso a intraprendere una carriera da solista, fondò, in collaborazione con Jon Baker, una propria etichetta indipendente, la Forward Recordings, con studio di registrazione a Kingston. Il suo primo singolo, Dash Me Away, è datato 2003 ed ottenne un certo successo non solo in Giamaica, con i singoli Herbalist (7" più venduto in Inghilterra) e Kingston Town.
La sfortuna volle che nel 2007, durante il primo tour europeo e nella sua prima data italiana Paderno Dugnano, il suo batterista amico Ale Soresini ebbe un serio malore appena finito il concerto, conseguentemente decise l'annullamento dell'intero tour, sostituendolo poi dal batterista giamaicano Fitzroy "Dave" Green nella Shengen Clan band.
Il suo primo album da solista intitolato Soul Pirate, è pubblicato nel 2008 dalla Forward Recordings. L'album fu anticipato da una versione in edizione limitata distribuita durante il tour europeo, in particolare al Rototom Sunsplash di Osoppo ed al Filagosto festival di Filago; quest'ultima data coincide con il suo ritorno al concerto nelle zone dove era nato artisticamente con i Reggae National Tickets.
Successivamente Alborosie realizzò le sue produzioni presso lo Shengen Studio, etichetta che lanciò I-Eye con il singolo Mama She Don't Like You.
Nel 2009 tornò in Europa, supportato dalla Shengen Clan Band per presentare il suo nuovo disco: Escape from Babylon. L'album, che usciva a giugno dello stesso anno, è composto da sedici brani e realizzato con celebri collaborazioni quali Gramps Morgan dei Morgan Heritage, e segna il debutto di Alborosie per la Greensleeves Records, benché nonostante sotto tale etichetta l'artista avrebbe dovuto pubblicare altre sue precedenti produzioni. A novembre dello stesso anno, Alborosie annunciava l'uscita del brano Free Rototom, canzone a sostegno del Rototom Sunsplash.
I primi mesi del 2010 vedono Alborosie impegnato in un tour mondiale che prevede date inedite in Messico e sette date in California.
In contemporanea con il suo tour nel Golden State viene pubblicato Escape from Babylon to the Kingdom of Zion, che si differenzia dal precedente per l'aggiunta di quattro tracce: Kingdom of Zion, Steppin' Out (cover) in duetto con David Hinds (storico leader del gruppo reggae inglese Steel Pulse e vincitore di un Grammy Award nel 1986, che cantava la versione originale inclusa nell'album Earth Crisis del 1984), e due tracce inedite: Blue Movie Boo e Rub a Dub Style.
All'Uppsala Reggae Festival in Svezia, tappa europea del tour 2010, la polizia irruppe negli hotel e nel backstage prelevando gli artisti per fare esami tossicologici. Tra gli arrestati e fermati figurano Lee "Scratch" Perry, Sean Paul, Luciano, Richie Spice, Queen Ifrica e altri. Con lo scopo di contestare questo abuso di potere, difendere gli artisti arrestati e l'autenticità del festival, lo stesso Alborosie realizzò un brano inedito dal titolo Operation Uppsala.
Nel mese di luglio 2010 viene pubblicato Dub Clash, album interamente suonato, registrato e mixato da Alborosie a Kingston, e dedicato al produttore King Tubby, considerato dallo stesso Alborosie «il produttore più incredibile mai vissuto, il mio maestro».
Nel 2011 ignoti gli rubano tutte le tracce del suo nuovo disco, 2 Times Revolution, e a marzo dello stesso anno ne subisce le conseguenze di un'azione di "pirateria" un utente anonimo della rete, che ha caricato su YouTube tutte le tracce del disco che doveva ancora essere pubblicato, poiché incompleto e mancante del mastering finale. Questa azione ha provocato ingenti danni all'artista, al suo staff e all'etichetta discografica, la Greensleeves Records, che ha permesso il lancio a livello mondiale dell'album.
È stata aperta in seguito un'inchiesta sul caso e le indagini ad oggi, nonostante alcune testimonianze e segnalazioni esterne, non sono riuscite a risalire ai colpevoli. È stata ipotizzata la possibilità di concorrenza, in cui gli autori del crimine fossero in contatto con qualche personalità in relazione con lo stesso Alborosie. Tuttavia, tramite accurati controlli in rete e sul territorio, ne sono state bloccate la diffusione e la vendita illecita ed è stato possibile il recupero dei brani in fase di sviluppo sottratti all'artista. L'album, ultimato nello stesso anno, ha riscontrato un ottimo successo in tutto il mondo.
Nel settembre del 2011 viene nominato (dopo l'esclusione di Jah Cure) nella categoria "Best Reggae Act" ai M.O.B.O. (gli awards più importanti per la black music) del 2011. Alborosie dichiara: «Una grande soddisfazione dopo vent'anni di musica.»
A ottobre sfida nella stessa categoria NAS & Damian Marley, Mavado, Khago. Agli stessi MOBO Awards, il 5 ottobre trionfa sul palco di Glasgow, vincendo il premio Best Reggae ACT 2011. In questo modo Alborosie diventa il primo artista bianco a vincere un premio dedicato alla musica Black.
Il 10 febbraio 2013 è stato proiettato in anteprima mondiale durante il Festival di Berlino Journey To Jah, un film-documentario che vede protagonisti Alborosie e Gentleman, realizzato dai registi Noël Dernesch e Moritz Springer. Il nome del film ha preso spunto dall'omonimo album prodotto nel 2002 da Gentleman, porta i due artisti in un viaggio autobiografico e nella ricerca della loro identità e spiritualità nella terra del reggae e della cultura rasta: la Giamaica.
Il 3 maggio 2013 viene svelato in anteprima il nome del nuovo album che celebra i vent'anni di carriera dell'artista: Sound the System viene presentato pubblicamente a Parabiago il 27 giugno, durante la prima tappa del tour 2013, che porterà Alborosie in giro per il mondo. L'album, composto quasi totalmente dallo stesso Alborosie, presenta sonorità roots reggae e dancehall, vede la partecipazione di artisti importanti come Ky-Mani Marley, The Abyssinians e Nina Zilli.
Il 18 agosto 2013 è uscito il suo secondo lavoro interamente basato sul Dub, dal titolo Dub the System e disponibile solo in vinile.
Il 1º dicembre 2014 la VP Records ha pubblicato Sound the System Showcase, dove sono presenti i discomix di alcune tracce di Sound the System.
Il 10 febbraio 2015, il cantante italo-giamaicano pubblica la rimasterizzazione del suo secondo album da solista, Soul Pirate, uscito nel lontano 2008, rinominato Soul Pirate Remastered Edition. Il 14 aprile esce il terzo album dedicato interamente al Dub, il decimo complessivo di Alborosie nelle vesti di solista: Dub of Thrones. Il nuovo lavoro vede protagonista anche un personaggio importante come King Jammy.
Nel 2016, annuncia l'uscita del suo album Freedom and Fyah, prevista per il mese di marzo (la pubblicazione è poi avvenuta in maggio).
Il 26 giugno 2020, collabora con il rapper Guè nell'album di quest'ultimo Mr. Fini nella traccia Dem Fake. Per Alborosie si tratta della terza collaborazione in un brano rap italiano dopo la collaborazione di successo del 2011 in Legalize the Premier con Caparezza; e del 2007 nell'album Bugiardo di Fabri Fibra mentre si tratta della quinta complessiva con degli artisti della sua madrepatria a seguito dei featuring del 2018 e 2019 rispettivamente con i Tiromancino nella traccia Se mi verrai a cercare e con i Boomdabash in Pon Di Riddim.
il 14 luglio 2021, con un video pubblicato sul suo profilo ufficiale Instagram, annuncia l'uscita del suo nuovo album il cui titolo è For the culture.

## Discografia
Con i Reggae National Tickets
- 1996 - Squali
- 1997 - Un affare difficile
- 1998 - Lascia un po' di te
- 1999 - La isla
- 2000 - Roof Club

Da solista
- 2008 - Soul Pirate: European Tour 2008 Limited Edition
- 2008 - Soul Pirate
- 2009 - Escape from Babylon
- 2010 - Escape from Babylon to the Kingdom of Zion
- 2010 - Dub Clash
- 2011 - 2 Times Revolution
- 2013 - Sound the System
- 2013 - Dub the System
- 2014 - Sound the System Showcase
- 2015 - Soul Pirate Remastered Edition
- 2015 - Dub of Thrones
- 2016 - Freedom & Fyah
- 2016 - The Rockers
- 2017 - Alborosie presents his Majesty Riddim
- 2017 - Freedom in Dub
- 2017 - Soul Pirate Acoustic
- 2018 - Unbreakable
- 2021 - For the culture

Featuring in Italia
- 2001 - Spirituality (Sottotono, ne In teoria...) come Stena
- 2007 - Un'Altra Chance (Fabri Fibra, in Bugiardo)
- 2011 - Legalize the Premier (Caparezza, in Il sogno eretico)
- 2018 - Se mi verrai a cercare (Tiromancino, in Fino a qui)
- 2019 - Pon di riddim (Boomdabash, in Barracuda)
- 2020 - Dem Fake (Guè, in Mr. Fini)
- 2023 - Musica libera (Piero Pelù)
- 2024 - Legends Never Die (Stabber, Johnny Marsiglia, J Lord, in Trueno)
- 2025 - Danza della pioggia (Jake La Furia, in Fame)

Raccolte
- 2010 - Specialist & Friends - Limited Edition
- 2014 - Specialist present Alborosie & Friends

Filmografia
- 2013 - Journey to Jah

## Premi e riconoscimenti
- 1994 - Miglior Demotape Emergente di Radio Popolare (con il demotape Metropoli selvaggia dei Reggae National Tickets)
- 1995 - Arezzo Wave Emergenti del Arezzo Wave (con i Reggae National Tickets)
- 1998 - Italian Reggae Ambassador del Rototom Sunsplash (con i Reggae National Tickets)
- 2011 - Best Reggae ACT del M.O.B.O Awards. (da solista)